# 松山剛
松山 剛（まつやま たけし、1977年7月30日 - ）は、日本の小説家、ライトノベル作家。東京都福生市出身。
東京都立立川高等学校、中央大学法学部卒業。法律関係の資格を目指したのち、2002年より小説を書き始める。2006年に『閻魔の弁護人』で第8回新風舎文庫大賞準大賞を受賞。2021年には、81プロデュースとTOKYO FM主催の「オーディオドラマ・アワード」で「君は優しい流星群」により最優秀賞を受賞。

## 作品リスト

### 単著
- 閻魔の弁護人（2007年2月 新風舎文庫）
- 怪獣工場ピギャース！（2007年10月 新風舎文庫）
- 銀世界と風の少女（2009年1月 一迅社文庫）
- 天才ハルカさんの生徒会戦争 帰ってきちゃった伝説の生徒会長（2009年12月 ガンガンノベルズ）
- 花シリーズ
  - 雨の日のアイリス（2011年5月 電撃文庫）
  - 雪の翼のフリージア（2012年9月 電撃文庫）
  - 氷の国のアマリリス（2013年4月 電撃文庫）
- 白銀のソードブレイカー（2014年1月 - 2015年5月 電撃文庫 全4巻）
- 世紀末救世主伝説 -魔王- 勇者の少女を育てるために、魔王の俺が人間界の世直し（2014年9月 一迅社文庫）
- 究極残念奥義 -賢者無双- 俺が悪いんじゃない、俺のことを無視するおまえらが悪いのだ（2015年4月 一迅社文庫）
- 機動執事 とある軍事ろぼっとの再就職（2015年12月 電撃文庫）
- タイムカプセル浪漫紀行（2016年12月 メディアワークス文庫）
- 魔術監獄のマリアンヌ（2017年12月 電撃文庫）
- 君死にたもう流星群（2018年5月 - MF文庫J 既刊5巻）
- 聞こえない君の歌声を、僕だけが知っている。（2018年8月 メディアワークス文庫）
- おねだりエルフ弟子と凄腕鍛冶屋の日常（2019年4月 電撃文庫）
- 僕の愛したジークフリーデ（2021年6月 - 電撃文庫 既刊2巻）

### 単行本未収録
- しゅうちぷれい・ろーるぷれい - 『中二病でGO!』（2009年11月 ガンガンノベルズ）

### 漫画原作
- 精隷都市のエクスタス（作画：ちゅーりっふ。、2024年10月 -  ヤングドラゴンエイジ）

### パソコンゲーム
- LUNARiA -Virtualized Moonchild-（2021年12月 Key）[2][3][4]

### ラジオドラマ
- 君は優しい流星群 （2022年3月 AuDeeで配信）